# Helius franckianus
Helius franckianus là một loài ruồi trong họ Limoniidae. Chúng phân bố ở miền Cổ bắc.